# Pinealocyter
Pinealocyter är en typ av neuroendokrina celler, och utgör den största delen av celler i tallkottkörteln (tillsammans med astrocyter). Pinealocyter syntetiserar via ett fotoneuroendokrint system hormonet melatonin, som har en inverkan på dygnsrytmen, och insöndrar det i blodet. Vid dagsljus producerar pinealocyter en väldigt låg mängd melatonin och det motsatta gäller vid mörker.